# Stade d'Oyem
Le stade d'Oyem est un stade de football en construction, situé à Oyem au Gabon. La capacité prévue est de 20 031 places assises
. Sa construction débutée en 2015 est terminée en 2017, pour accueillir les matchs de la Coupe d'Afrique des nations de football 2017.